# Shahrestān di Baharestan
Lo shahrestān di Baharestan (farsi شهرستان اسلام‌شهر) è uno dei 16 shahrestān della provincia di Teheran, il capoluogo è Nasimshahr ed è suddiviso in 2 circoscrizioni (bakhsh): 
- Centrale (بخش مرکزی), con la città di Nasimshahr
- Golestan (بخش گلستان), con le città di Golestan e Salehabad